# Muscari cazorlanum
Muscari cazorlanum là một loài thực vật có hoa trong họ Măng tây. Loài này được C.Soriano & al. mô tả khoa học đầu tiên năm 1990.